# Riverview Estates
Riverview Estates – wieś w Stanach Zjednoczonych, w stanie Missouri, w hrabstwie Cass.